# Simojoki

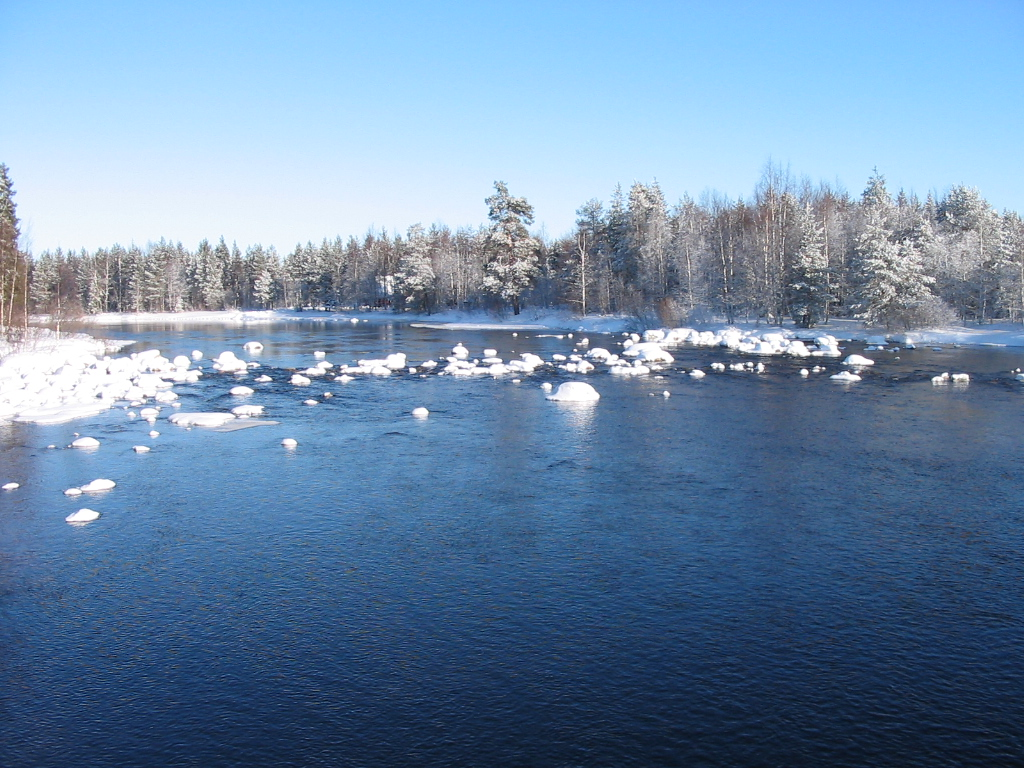
De Simojoki

De Simojoki is een 180 kilometer lange rivier in de Finse provincie Lapland. De rivier ontstaat bij de stad Rovaniemi doordat daar de rivieren Kemijoki en Ounasjoki samenvloeien. De Simojoki mondt bij Kemi uit in de Botnische Golf.